# Besa (wieś)
Besa (cyr. Беса) – wieś w Czarnogórze, w gminie Bar. W 2011 roku liczyła 42 mieszkańców.